# Paitone
Paitone ist eine norditalienische Gemeinde (comune) mit 2192 Einwohnern (Stand 31. Dezember 2023) im Val Sabbia der Provinz Brescia in der Lombardei. Die Gemeinde liegt etwa 13,5 Kilometer ostnordöstlich von Brescia und gehört zur Comunità Montana della Valle Sabbia.